# Alien Apocalypse
Alien Apocalypse film je napravljen u produkciji TV kuće Sci-Fi prema scenariju i priči Human in Chains, Josha Beckera i Roberta Taperta.

## Radnja
Astronaut dr. Ivan Hood vraća se na Zemlju s posadom NASA-ine misije postavljanja sonde u doboki svemir, nakon 40 godina hibernacije. No, Zemlju su u međuvremnu napali izvanzemaljci nalik na insekte koji se hrane drvom i ljudima. Ljudski rod je porobljen, a nemilosrdna sječa šuma uništava planet. Posada biva zarobljena i pogubljena, a jedini preživjeli su dr. Hood i njegova družica Kelly, u koju se kasnije zaljubi. Dr. Ivan Hood mora pobjeći iz zatočeništva i pronaći predsjednika koji se navodno godinama skriva u planinama i priprema vojsku za protuudar. Na svome putu susreće razne osobe, prijatelje i neprijatelje, koji mu se pridružuju u njegovoj misiji. Nakon potrage, pronalaze predsjednika živog zajedno s raznim bivšim političarima u skloništu, no nikakva vojska se ne okuplja, a predsjednik je izgubio svaku nadu za oslobođenje od ropstva. No, dr. Ivan Hood ne odustaje te odluči sam voditi pobunjenike u bitku. Nakon prve pobjede, predsjednik se pridružuje borbi i okuplja se vojska pod vodstvom dr. Hooda. Borba za spas čovječanstva je upravo počela.

## Likovi
Dr. Ivan Hood (Bruce Campbell) član je NASA-ine misije u duboki svemir. Vraća se na Zemlju koju je zauzela insektoidna izvanzemaljska rasa koja se hrani drvom i ljudima. Postaje vođa zemaljske vojske za oslobođenje, te dobiva nadimak "Veliki istrebljivač".
Kelly (Rennee O'Connor) je članica posade NASA-ine misije u duboki svemir. Vraća se na Zemlju s Dr. Hoodom i biva zarobljena. Ona i dr. Hood postaju ljubavni par.
Alex (Remington Franklin) je jedan od nekolicine zarobljenika koji još uvijek vjeruju u slobodu. Mlad je i naivan. Bježi iz zatvoreničkog logora s Dr. Hoodom i kreće u potragu za nestalim predsjednikom. Između njega i Bizzi javlja se ljubav.
Bizzi (Rosi Chernogorova) je pripadnica jednog od posljednjih slobodnih ljudskih plemena, koje se skriva u planinama. Ona vjeruje u Dr. Hooda i oslobođenje, te se pridružuje njemu i Alexu u njihovoj misiji.

## Zanimljvosti
- Većina filma snimana je u Bugarskoj.
- Prema komentarima na DVD izdanju filma, mnogi glumci koji su sudjelovali u filmu su Bugari i nisu govorili tečno engleski jezik. Zato je puno dijaloga trebalo biti naknadno nasnimljeno tijekom post-produkcije.

## Vanjske poveznice
- Alien Apocalypse u internetskoj bazi filmova IMDb-a
- AlienApocalypse.com - stranica fanova  Arhivirana inačica izvorne stranice od 8. srpnja 2007. (Wayback Machine)
- Službena stranica na Scifi.com  Arhivirana inačica izvorne stranice od 21. lipnja 2007. (Wayback Machine)
- "The Making of 'Alien Apocalypse'" - Josh Becker
- Scenarij filma "Alien Apocalypse"